# 千葉県立津田沼高等学校
千葉県立津田沼高等学校（ちばけんりつ つだぬまこうとうがっこう）は、千葉県習志野市秋津五丁目にある県立高等学校。

## 設置学科
普通科

## 沿革

### 経緯
1977年に千葉県教育委員会で津田沼高等学校の設置を決定し、1978年に学生募集を開始した。
開校初年度（1978年）は習志野市立実花小学校校庭においてプレファブ仮校舎で授業を行った。
元々は「千葉県立習志野高等学校」という名称になる予定だったが、習志野市立習志野高等学校を擁する習志野市よりクレームが入り、設置決定直前になって習志野市の前身津田沼町の名称に由来する現在の校名に変更された。これが、現在の津田沼は習志野市の一部地名に過ぎず、その津田沼と津田沼高校は隔たった位置にあるため、一見不自然な校名にも見える「津田沼高等学校」の名が付けられることになった経緯だが、同校は津田沼とは言い難い場所にありつつも、目の前の谷津干潟の谷津とは津田沼の由来の一つで、津田沼地区から離れた津田沼以外の地域でも津田沼という名前がついているものはいくつかある。
通称は『津田高』とされることが多い。生徒の体操服には『津田沼高』と書かれている。

### 校歌
松本伍一作詞、廣瀬量平作曲で1979年に制定。1番から3番までの歌詞があり、1番では生徒の立つ学校の土に、2番では学校の望む海に、3番では東京湾を隔てて富士山の姿を映す空にたとえて生徒の抱負を歌い上げる。

### 生徒会行事

#### 新入生歓迎会
例年入学式の翌日に行われる。生徒会本部からの発表、各部・同好会による発表が行われる。

#### 生徒会総会
例年6月に行われる。生徒会本部予算についての会議。

#### 秋輝祭
例年9月第2週の金曜（校内）と土曜（一般公開）に行われる文化祭である。正式には秋輝祭文化の部であるが、こちらを秋輝祭と呼ぶことが多い。軽音楽やダンスの部・同好会はないが、いくつかの有志団体が発表を行うのが通例である。
平成24年には、千葉県のマスコットキャラクターであるチーバくんも参加した。

#### 体育祭
例年9月末〜10月初めに行われる。正式には秋輝祭体育の部だが、一般には体育祭と呼ばれることが多い。赤、青、黄の三色の組に分かれて競う。
かつては校内陸上大会と言う名称で記録会色の強いものであった。

#### 生徒会本部役員選挙
例年10月に行われる。

#### 通学路清掃
例年1月に行われる。生徒会本部主催で有志の生徒が集い、通学路の清掃活動をする。地域のボランティアと連携して行うこともある。

#### 予餞会
例年卒業式の前日に行われる。各部・同好会の1、2年生からビデオレターが放映される。

### 学校行事

#### 入学式
例年4月初めに行われる。

#### 校外学習
例年5月初めに行われる。近年行なっていなかったが、平成28年度より1年生は九十九里浜のウォーキングを行う(ただし、平成30年度はマザー牧場でのカレー作りに変更)。

#### 修学旅行
例年秋ごろに行われる。行き先は沖縄だが、まれに変更される場合がある。

#### 芸術鑑賞会
例年12月に習志野文化ホールにて行われる。
平成30年度および令和5年度は、国立劇場（東京都千代田区）での歌舞伎観賞が7月に行われた。

#### 卒業式
例年3月に行われる。

### その他の特徴
近年、偏差値は上昇傾向であり、要因として制服のリニューアルがある。
第2学区の中堅校のため、西は浦安市・市川市方面から、東は佐倉市・千葉市方面から通学できることから需要がある。

## アクセス
- 津田沼駅より徒歩30分、京成バス秋津団地線で津田沼高校前停留所徒歩約2分。または谷津線で谷津干潟停留所徒歩約5分。
- 新習志野駅より徒歩15分。京成バス秋津団地線で津田沼高校前停留所前。
- 京成津田沼駅より徒歩約25分。
- 谷津駅より徒歩約20分。

## 教育組織
普通科高校であるが、音楽科に準じる授業を多く選択できる音楽コースを開設しているのが特徴的である。
近年まで、1年次は普通コース、2年次には音楽コースと文系コースと理系コースを選択できるようになっていたが、平成27年度の入学生以降から、3年次より文系コースと理系コースを分ける形となった。
音楽コースは開校2年目入学生より開設。初期には1年次より音楽コース教育を受けることができた。

## 部・同好会活動
野球部、サッカー部、バスケットボール部、バレー部、ソフトテニス部、硬式テニス部、ソフトボール部、バドミントン部、卓球部、陸上部、体操部、柔道部(相撲部)、剣道部、弓道部、アーチェリー部、ダブルダッチ部、水泳部、オーケストラ部、吹奏楽部、合唱部、演劇部、茶道部、書道部、華道部、美術部、文芸部、創作漫画部、理科部（化学班、生物班、天文班、電子工学班）、写真部、家庭部、英語研究同好会、JRC同好会
初代校長が弓道をたしなんだこともあり、創立時より弓道部とアーチェリー部が活動している。和弓・洋弓両方の部活動が存在する高等学校は多くないため、津田沼高校の体育系部活動の大きな特徴となっている。
2000年代になってからの活躍としてはアーチェリー部の、平成18年度以降に複数回、インターハイ及び国体への出場や弓道部の全国大会出場が挙げられる。
また、ダブルダッチ同好会は平成28年度に部へ昇格した。
そして、柔道部が兼部する相撲部では平成27年度に個人で初の関東高等学校相撲大会に出場し、平成29年度には個人と団体で関東高等学校相撲大会に出場した。
昭和50年代から60年代にかけて、当時天文部が流星観測で実績を上げていた習志野市立第六中学校の天文部卒業生を多数吸収していた地学部や、谷津干潟に隣接した環境を生かした理科部生物班など、非音楽系の文化部の活動も盛んで、体育系の部活動よりも文化系部活動の活動が目立つ校風である。現在、地学部は理科部天文班として活動している。時期は不明瞭であるものの、平成28年度前後に化学部、生物部、天文部、電子工学部が理科部に統合された。ただし、これは名目上の変更が主であり、活動に関して大きな変化はない。生物班は谷津干潟のアオサの有効活用法としてバイオエタノール化を研究しており、news zeroや、噂の!東京マガジンなどといった多数のメディアに取り上げられている。

## 著名な卒業生
- 永田ルリ子（元おニャン子クラブ）
- 鮎瀬梢（シンガーソングライター）
- 藤岡麻美（タレント）
- 篠原健太（漫画家）
- Orangestar (ボカロP、作曲家、作詞家)
- 柴﨑洋輔(PENGUIN RESEARCH)